# Relentless Reckless Forever
Relentless Reckless Forever – siódmy album studyjny fińskiej grupy muzycznej Children of Bodom. Wydawnictwo ukazało się 8 marca 2011 roku nakładem wytwórni muzycznej Spinefarm Records. Nagrania zostały zarejestrowane w Petrax Studios pomiędzy sierpniem a wrześniem 2010 roku. Podczas nagrań zespół współpracował z inżynierami Mattem Hyde’em, Chrisem Rakestrawem oraz Jannem Wirmanem. Mastering w październiku 2010 roku w Precision Mastering w Los Angeles wykonał Tom Baker.

## Lista utworów
Opracowano na podstawie materiału źródłowego.
1. „Not My Funeral” – 4:55
2. „Shovel Knockout” – 4:03
3. „Roundtrip to Hell and Back” – 3:48
4. „Pussyfoot Miss Suicide” – 4:10
5. „Relentless Reckless Forever” – 4:42
6. „Ugly” – 4:13
7. „Cry of the Nihilist” – 3:31
8. „Was It Worth It?” – 4:06
9. „Northpole Throwdown” – 2:55
10. „Party All the Time” ft. James‐Paul Luna, DJ Kreisipastori (cover Eddiego Murphy'ego) – 3:00

## Twórcy
Opracowano na podstawie materiału źródłowego.
- Alexi Laiho – wokal prowadzący, gitara rytmiczna, gitara prowadząca
- Roope Latvala – gitara rytmiczna, gitara prowadząca, wokal wspierający
- Jaska Raatikainen – perkusja, instrumenty perkusyjne
- Henkka Seppälä – gitara basowa, wokal wspierający
- Janne Wirman – instrumenty klawiszowe, syntezator